# شهرستان کلرادو (تگزاس)
شهرستان کلرادو، تگزاس (به انگلیسی: Colorado County, Texas) یک سکونتگاه مسکونی در ایالات متحده آمریکا است که در تگزاس واقع شده‌است.

## خصوصیات
شهرستان کلرادو ۲٬۵۲۲٫۶۶ کیلومترمربع مساحت دارد.